# Sballo shallo
Sballo shallo è un singolo del rapper italiano Vegas Jones, pubblicato il 23 ottobre 2020.

## Descrizione
Il singolo vanta la partecipazione del rapper Salmo.

## Classifiche
| Classifica (2020) | Posizione massima |
| ----------------- | ----------------- |
| Italia            | 51                |